# Телохранитель киллера
«Телохранитель киллера» (англ. The Hitman's Bodyguard) — американский боевик режиссёра Патрика Хьюза о престарелом киллере и молодом телохранителе, который должен доставить подопечного в международный суд для дачи показаний. В главных ролях Райан Рейнольдс и Сэмюэл Л. Джексон. Выход в прокат в России состоялся 17 августа 2017 года.

## Сюжет
Майкл Брайс (Райан Рейнольдс) из Великобритании вёл стильный образ жизни в качестве элитного частного телохранителя, пока не застрелили его клиента Такаси Куросаву. Единственный, кому Майкл рассказывал об очередной миссии и назвал имя клиента — его возлюбленная Амелия Руссел (Элоди Юнг), агент Интерпола; разъярённый Брайс обвинил девушку в предательстве, и она порвала с ним.
Два года спустя опозоренный Брайс с трудом зарабатывает на жизнь охраной наркозависимых должностных лиц в Лондоне. Тем временем в Гааге Владислав Духович (Гэри Олдман), безжалостный диктатор Беларуси (в официальном российском дубляже — Боснии), предстаёт перед Международным уголовным судом по обвинению в преступлениях против человечности. Суду не удается получить убедительные доказательства или свидетельские показания против Духовича, живых свидетелей просто не осталось. Последняя надежда обвинения — печально известный заключённый, наёмный убийца Дариус Кинкейд (Сэмюэль Джексон), который соглашается дать показания против Духовича в обмен на освобождение из голландской тюрьмы его жены Сони (Сальма Хайек). Вооруженный конвой в Ковентри вывозит из тюрьмы Кинкейда, сопровождаемого Амелией Руссел, для доставки в Гаагу.
Люди Духовича устраивают успешную засаду на колонну и уничтожают почти всех охранников. Кинкейду удается выбраться из машины, завладеть оружием и отбиться от нападавших, но все транспортные средства уничтожены. Уцелев при нападении, агент Руссел вместе с раненым Кинкейдом укрывается на конспиративной квартире Интерпола. Понимая, что агентству больше нельзя поручить миссию из-за возможной утечки, Амелия обращается к своему прежнему бойфренду, который давно выпал из обоймы и неизвестен ни людям Духовича, ни их «кроту» в Интерполе. Уступив просьбам бывшей возлюбленной, Брайс соглашается взять на себя сопровождение и защиту своего давнего смертельного врага Кинкейда на пути в Гаагу. Они отправляются автостопом на пароме в Амстердам, где находится в тюрьме Соня. Вынужденные общаться, старые недруги постепенно находят общий язык и даже начинают уживаться, но тут Кинкейд со смехом упоминает, что это, оказывается, он два года назад походя застрелил Куросаву, случайно заметив его на лётном поле в аэропорту во время выполнения совершенно другого заказа. Когда Брайс оплакивает свои неудачи на пивном стенде, люди Духовича нападают на Кинкейда. Брайс передумывает и помогает Кинкейду скрыться, но его самого захватывают люди Духовича. Брайса пытают, но внезапно появляется Кинкейд и, в свою очередь, спасает Майкла. Урегулировав разногласия, напарники с боем пробиваются в Гаагу и добираются до здания суда на исходе времени. Кинкейд успевает дать показания, как Духович пытался нанять его для убийства политического оппонента, но Кинкейд отказался от выполнения контракта, поскольку стал свидетелем массовой казни, учинённой Духовичем, и загрузил жуткие фотографии на секретный FTP-сайт, доступ к которому предоставил суду.
Духович признаёт вину, а затем прибегает к своему запасному плану: устроить теракт возле здания суда, чтобы спастись. Перед этим помощник директора Интерпола Фоучер покидает заседание, и Руссел понимает, что он и есть "крот". В суматохе после взрыва Духович, схватив оружие, стреляет в Кинкейда, но Брайс закрывает киллера собой, после чего, истекая кровью, просит Кинкейда остановить Духовича. Фоучер и Руссел дерутся, и раненый Брайс помогает возлюбленной одолеть предателя. Кинкейд преследует Духовича на крыше, откуда тот пытается сбежать на вертолёте. Кинкейд сбивает вертолет, а затем сбрасывает Духовича с крыши, отдав его на растерзание людям, митинговавшим до взрыва возле здания суда.
Кинкейда снова арестовывают, но через несколько месяцев он бежит из тюрьмы Белмарш, чтобы вместе с Соней отпраздновать их годовщину в баре в Гондурасе, где они когда-то познакомились. Когда вокруг них вспыхивает дикая барная драка, они целуются.

## В ролях
| Актёр                | Роль                                                                |
| -------------------- | ------------------------------------------------------------------- |
| Райан Рейнольдс      | телохранитель Майкл Брайс                                           |
| Сэмюэл Л. Джексон    | наёмный убийца Дэвид Эванс, известный также как Дариус Кинкейд      |
| Сальма Хайек         | Соня Кинкейд жена Кинкейда                                          |
| Гари Олдман          | диктатор Белоруссии (в российском дубляже Боснии) Владислав Духович |
| Элоди Юнг            | агент Интерпола Амелия Руссел                                       |
| Тине Жустра          | директор Интерпола Рената Казория                                   |
| Жоаким ди Алмейда    | заместитель директора Интерпола Жан Фуше                            |
| Ричард Грант         | Сиферт клиент Брайса                                                |
| Род Халлетт          | свидетель обвинения по делу Духовича, профессор Пётр Асимов         |
| Юрий Колокольников   | руководитель боевиков Духовича Иван                                 |
| Сэм Хэзелдайн        | агент Интерпола Гарретт                                             |
| Джорджи Глен         | председатель судебного состава Международного уголовного суда       |
| Нуртье Херлар        | судья Международного уголовного суда                                |
| Михаил Горевой       | защитник Духовича Левитин                                           |
| Барри Атсма          | обвинитель по делу Духовича Морено                                  |
| Кирсти Митчелл       | адвокат Кинкейда Ребекка Харр                                       |
| Марко Мандич         | Горан                                                               |
| Цуваюки Саотомэ      | клиент Брайса Такаши Курасава                                       |
| Батола Жан-Жак Менар | отец Кинкейда пастор Морис Фаучер                                   |
| Дихарн Кэмпбелл      | Дэвид Эванс в детстве                                               |
| Патрик Хьюз          | агент Интерпола (в титрах не указан)                                |

## Критика
На сайте Rotten Tomatoes фильм имеет рейтинг 41 %, основанный на 178 рецензиях со средним баллом 5,2/10. На сайте Metacritic рейтинг фильма 47 из 100, основанный на 42 рецензиях.
В прокатной версии озвучания на русском языке, на тайминге 7 минут 25 секунд, титр «Беларусь, бывшая СССР» озвучен диктором как «Босния и Герцеговина, бывшая Югославия». Возможно, переименование произошло по причине того, что далее, по сюжету, президент страны участвует в пытках и убийствах (также в кадре показан типичный для Боснии горный ландшафт, в то время как в Беларуси нет ничего подобного). Также Беларусь в отличие от Боснии не подписывала Римский статут и находится вне юрисдикции гаагского суда.

## Продолжение
В мае 2018 года было объявлено о том, что Рейнольдс, Джексон и Хайек начали переговоры о возвращении к своим ролям в продолжении под названием «Телохранитель жены киллера». Создание продолжения началось в марте 2019 года вместе с Фрэнком Грилло, присоединившимся к актёрскому составу фильма.